# Мішево (Картузький повіт)
Мішево (пол. Miszewo, нім. Groß Mischau) — село в Польщі, у гміні Жуково Картузького повіту Поморського воєводства.
Населення — 385 осіб (2011).
У 1975-1998 роках село належало до Гданського воєводства.

## Демографія
Демографічна структура станом на 31 березня 2011 року:
|          | Загалом | Допрацездатний вік | Працездатний вік | Постпрацездатний вік |
| -------- | ------- | ------------------ | ---------------- | -------------------- |
| Чоловіки | 191     | 49                 | 125              | 17                   |
| Жінки    | 194     | 46                 | 115              | 33                   |
| Разом    | 385     | 95                 | 240              | 50                   |